# Кипиани, Эдишер Лаврентьевич
Эдишер Лавре́нтьевич Кипиа́ни (груз. ედიშერ ლავრენტის ძე ყიფიანი, 1924—1972) — грузинский советский писатель, сценарист.

## Сценарии
- 1963 — Маленькие рыцари
- 1977 — Гобой (короткометражный фильм)